# Алберго (Арецо)
Алберго (итал. Albergo) је насеље у Италији у округу Арецо, региону Тоскана.
Према процени из 2011. у насељу је живело 240 становника. Насеље се налази на надморској висини од 286 м.